# إبوني كولينز
إبوني كولينز (بالإنجليزية: Ebony Collins)‏ هي منافسة ألعاب القوى أمريكية، ولدت في 11 مارس 1989 في لونغ بيتش في الولايات المتحدة.

## وصلات خارجية
- إبوني كولينز على موقع الاتحاد الدولي لألعاب القوى (الإنجليزية)
- إبوني كولينز على موقع الدوري الماسي (الإنجليزية)